# 胡安馬努埃爾弗魯托斯
胡安馬努埃爾弗魯托斯（西班牙語：Doctor Juan Manuel Frutos），是巴拉圭的城鎮，位於該國東部，由卡瓜蘇省負責管轄，始建於1858年，距離亞松森200公里，面積553平方公里，2002年人口19,128，人口密度每平方公里34.59人。